# Nicolò Chetta
Nicolò Chetta (Nikollë Keta in albanese; Contessa Entellina, 1741 – Palermo, 1803) è stato uno scrittore e poeta italiano di cultura, lingua e appartenenza arbëreshe.

## Biografia
Nicolò Chetta nacque nel 1741 a Contessa Entellina (Kuntisa), il più vecchio seggio arbëresh/albanese di Sicilia, fondato fra il 1467 e il 1520. 
Studiò nel Seminario Italo-Albanese di Palermo già all'età di 11 anni, ed il 2 maggio 1766 fu consacrato sacerdote di rito bizantino-greco nel Pontificio Collegio Greco “S. Atanasio” di Roma. 
Dopo aver ricoperto per qualche anno l'incarico di cappellano sacramentale nella parrocchia di rito bizantino a Contessa Entellina, fu chiamato nel 1777 ad assumere la carica di vice-rettore del Seminario Italo-Albanese di Palermo. Con la sua vasta cultura diede un contributo significativo all'attività religiosa del Seminario e in particolare alla formazione dei seminaristi, finalizzata al recupero, al ripristino e all'osservanza della autentica tradizione liturgica bizantina. Per motivi familiari, tornò dopo qualche anno a Contessa Entellina, dedicandosi interamente agli studi etnografici, storici e teologici. 
Come poeta scrisse versi sia religiosi sia profani in albanese e in greco antico, e compose, nel 1777, il primo sonetto in lingua albanese, in parte pubblicati. Le sue opere costituiscono un'importante testimonianza della lingua albanese parlata a Contessa Entellina nel secolo XVIII. Morì a Palermo il 15 dicembre 1803.
Nicolò Chetta è noto come poeta e per i suoi studi etnografici e storici nel mondo culturale albanese, sia in Italia nelle comunità arbëreshë che in Albania e Kosovo. Come storico e letterato diede un significativo impulso alla cultura delle comunità albanesi di Sicilia.

## Opere principali
- Vocabolario albanese della parlata Siculo-Albanesi di Sicilia, che comprende circa 5000 vocaboli
- Etimologico della lingua albanese
- Tesoro di notizie su dei Macedoni
- La creazione del mondo
- Composizioni poetiche varie di carattere religioso o didascalico